# Řasovky
Řasovky (Perenosporomycota, Diplomastigomycotina), též oomycety (Oomycota), je taxon eukaryotických organismů ze skupiny Stramenopila, superskupiny SAR.

## Stavba
Jsou na první pohled podobné houbám, ale nejsou s nimi příbuzní, plastidy ztratily druhotně. Vegetativní stádium je nejčastěji vláknité mycelium bez přihrádek mezi buňkami. Buněčná stěna je z polyglukanů a celulózy. Oomycety mohou být saprotrofové či paraziti a žijí ve vodě i na souši.

## Rozmnožování
Oomycety jsou schopné jak pohlavního, tak nepohlavního rozmnožování. Při tom nepohlavním vznikají na vlákně výtrusnice (sporangia), z nichž se uvolňují bičíkaté zoospory. Navíc jsou schopné vegetativně se rozmnožit rozpadem svých vláknitých stélek.
Při rozmnožování pohlavním se tvoří pohlavní orgány, tzv. gametangia, tedy buď samčí jednobuněčné antheridium či oogonium. Oogonium obsahuje samičí pohlavní buňky (oosféry), které jsou oplozeny a mají tlustý obal. Z nich časem vzniká diploidní mycelium.

## Zástupci
- Vřetenatka révová – napadá hlavně vinné plody – bobule
- Plíseň bramborová – vytváří „kožovité brambory“ (povlak na hlízách)